# Савченко, Игорь Викторович
Игорь Викторович Савченко (бел. Ігар Віктаравіч Саўчанка, род. 14 ноября 1962, Минск) — белорусский фотограф.

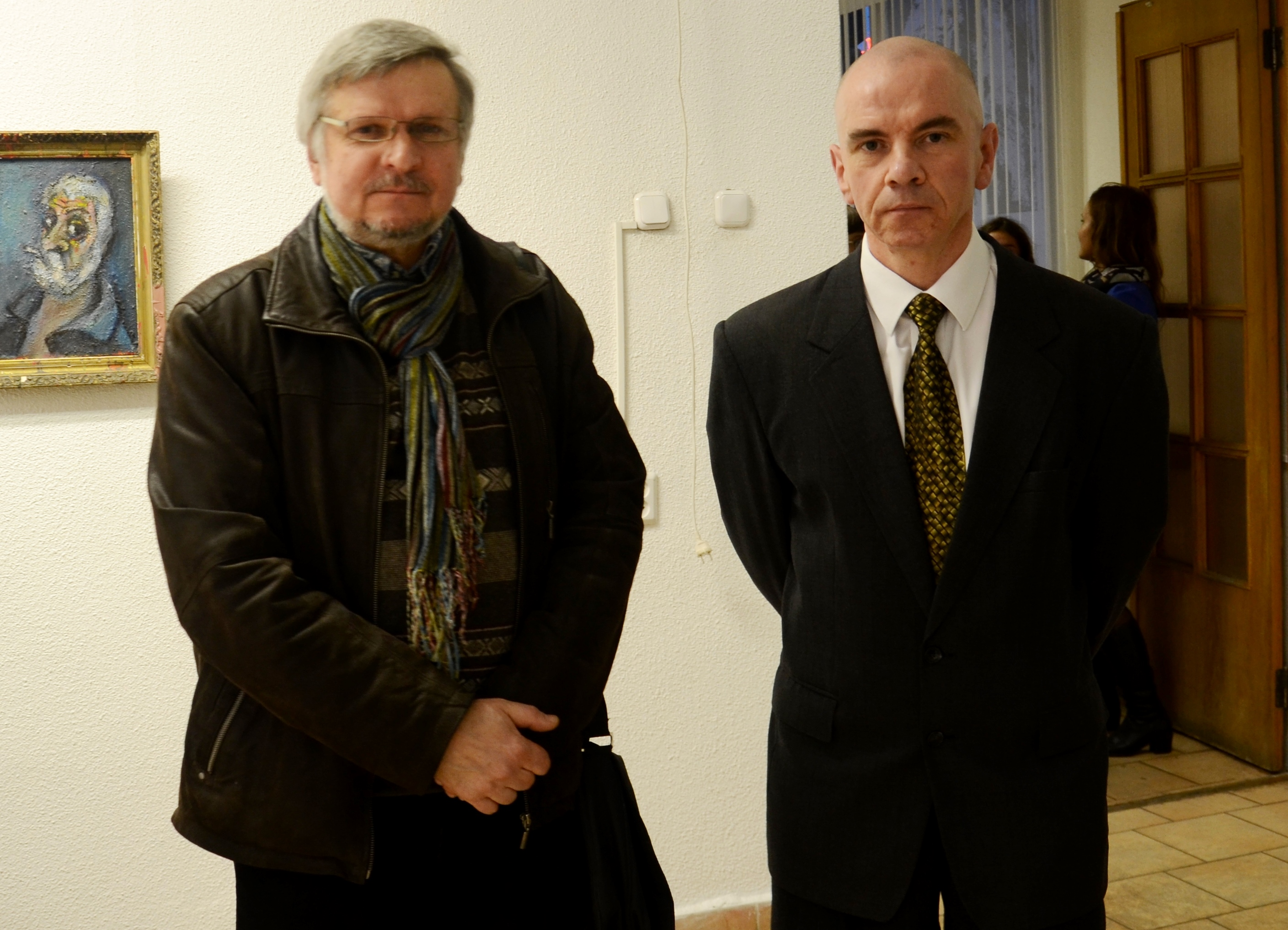
Открытие арт-проекта «Сума Сумарум». 12 ноября 2014 года в Музее Современного искусства, Минск. Белорусские фотографы
Сергей Кожемякин и Игорь Савченко.

## Биография
Игорь Савченко родился в Минске (Белоруссия). С 1980 по 1985 учился в Белорусском государственном университете информатики и радиоэлектроники, окончив его с отличием по специальности «кибернетика и системы автоматического управления». В 1985—1991 годах работал инженером.
В 1988—89 годах познакомился с участниками Студии творческой фотографии Валерия Лобко, Минск. В этот период фотография была для И. Савченко скорее увлечением. В 1991 году получает Премию Кодак-Пате на Международном салоне фотографии в Рояне, Франция. Фактически этот год стал определяющим. В июне 1991 года увольняется с инженерной работы. В этом же году прошла его первая персональная выставка, Galleri Index/Fotograficentrum, Стокгольм.
Своё творчество не ограничивает фотографией, с 1994 года пишет тексты и прозу.
В 1997 году декларирует отказ от создания новых фотографических работ. С 1998 по 2005 годы создаёт ряд проектов на базе текстов и смешанной техники.
С ретроспективной выставки его фотографий в Музее современного искусства в Минске (c 1 октября 2015 г. является частью национального центра современных искусств Республики Беларусь) исчезла одна работа (10.92-10, из серии «Невидимое»), 2002.
Вернулся к фотографированию осенью 2006 года.
Циклы стихов: «Тебе о тебе», апрель 2009, и разные, 2010—2011.
Живёт и работает в Минске.
Фотографии Игоря Савченко находятся в частных и публичных коллекциях многих стран.

## Персональные выставки
- 1991 Galleri Index/Fotograficentrum, Стокгольм
- 1994 Fotografijos Galerijos, Вильнюс
- 1995 Valokuvagalleria Hippolyte, Хельсинки
- 1995 Northern Photographic Center, Оулу, Финляндия
- 1999 Wir sprechen Deutsch. Eastern European Photogallery at Palais Jalta, Франкфурт-на-Майне, Германия
- 2000 Something in Hands. Klosterbakken, Оденсе, Дания (в рамках Фото-триеннале в Оденсе 2000)
- 2000 Quiet Light. Gary Edwards Gallery, Вашингтон, округ Колумбия
- 2001 The Sky Is Clear over All Germany. Multiplikatoren-Galerie des Goethe-Instituts Inter Nationes Minsk, Минск
- 2001 The Picture Behind Him. noname galerie, Роттердам, Нидерланды
- 2001 Foto-Recycling. Nederlands Foto Instituut, Роттердам, Нидерланды
- 2001 Revealed Stories of the Quiet Light. Al-Mulk Gallery, Кордова, Испания (в рамках Фото-биеннале в Кордове 2001)
- 2002 Документы. Государственный Русский музей, Мраморный дворец, С.-Петербург, Россия
- 2003 Commented Landscapes. noname galerie, Роттердам, Нидерланды
- 2003 Igor Savchenko. Unidentified. Breda’s Museum, Бреда, Нидерланды, в рамках биеннале Breda Photo 2003
- 2004 Faceless. Royden Prior Gallery, Итон, Великобритания
- 2004 On the Altered Behavior of Sunlight. Nailya Alexander Gallery, Нью-Йорк, США
- 2006 Commented Landscapes. Giedre Bartelt Galerie, Берлин
- 2008 The Picture Behind Him, Small&Co, Париж, в рамках Paris Photo 2008
- 2010 Moderato. RTR Gallery, Париж (совместно с Shunsuke Ohno)
- 2011 A Picture Behind Him. Photography Gallery in Town Hall of Graz, Грац, Австрия
- 2011 Vilniaus fotografijos galerija, Вильнюс[3]
- 2013 «О новом отношении к фотографии», Центр фотографии имени братьев Люмьер, Москва, Россия
- 2013 «Мистерии. 1989—1996», Государственный музейно-выставочный центр РОСФОТО, Санкт-Петербург, Россия

## Коллективные выставки
- 1991 Photo Manifesto: Contemporary Photography in the USSR. Museum for Contemporary Art, Балтимор, штат Мэриленд, США
- 1992 Contemporary Photography in New Independent States. В рамках Международного месяца фотографии FotoFest’92. George R. Brown Convention Center, Хьюстон, штат Техас, США
- 1994 Искусство современной фотографии. Россия, Украина, Беларусь. Центральный дом художников, Москва
- 1996 Spatia Nova: IV С.-Петербургская биеннале. Музей истории С.-Петербурга, С.-Петербург, Россия
- 1998 Dialogues. Из постоянной коллекции. KIASMA — The Museum of Contemporary Art — The Finnish National Gallery, Хельсинки
- 1999 Отдел новейших течений. Последние поступления. Государственный Русский музей, С.-Петербург, Россия
- 2001 Beyond the Sentence. Center for Curatorial Studies Bard College, Аннандале-он-Гудзон, Нью-Йорк, США
- 2002 Из собрания Государственного Русского музея, в рамках IV Международного месяца фотографии в Москве. Центральный выставочный зал «Манеж», Москва
- 2004 Flipside. Artists Space, Нью-Йорк, США
- 2005 The Collection I. Portraits 1970—2000. Fotomuseum München, Мюнхен, Германия
- 2006 About Love. Nailya Alexander Gallery, Нью-Йорк, США
- 2007 One Shot Each. Museet for Fotokunst Brandts, Оденсе, Дания
- 2007 Unforseen. Nailya Alexander Gallery, Нью-Йорк, США
- 2008 The Visual Path. Nailya Alexander Gallery, Нью-Йорк
- 2008 Beyond Walls. Noorderlicht Festival 2008, Нидерланды[4]
- 2009 Portraits. RTR Gallery, Париж, Франция
- 2009 AIPAD Show. Представлен Nailya Alexander Gallery, Нью-Йорк, США[5]
- 1989—2009 Bewegte Welt — Erzählte Zeit. Academie der Künste, Берлин[6],
- 2010 Russians! Photographic portrait. Galerie Orel Art, Париж[7]
- 2010 Opening the Door? Belarusian Art Today. Центр современного искусства, Вильнюс[8]
- 2010 Фотографическая экспедиция-2. Студия Игоря Пешехонова[9], Минск[10]
- 2011 On Horizons — Set 8 from the Collection of the Fotomuseum Winterthur. Fotomuseum Winterthur, Винтертур, Швейцария[11]
- 2014 Выставка и международный форум белорусских художников «Сума Сумарум». Проект галереи «Шестая линия» в Центре Современного искусства, Минск[12].
- 2014 Минская школа фотографии. 1960-е — 2000-е годы. Государственный музейно-выставочный центр РОСФОТО, Санкт-Петербург, Россия

## Публикации
- Lobko, Valery. Photography from Minsk, Bildtidningen No.3, October 1991, Stockholm
- Art Journal, Summer, No.2-1994, New York
- D’Ars, No.145-1994, Milan, Italy
- Tupitsyn, Victor. Neo-Factografie, Neue bildende Kunst No.3, June-July 1994, Berlin
- McEvilley, Thomas. The Pendulum Swings, журнал Art in America No.3, March 1996, New York
- Igor Savchenko — El misterio vive en las imagenes, La fotografia No.72 1999, Barcelona, Spain[13]
- Moskaleva, Galina. East — West: The Relations Between Concepts And Their Influence On Each Other, Imago No.7, 1999, Bratislava
- Копёнкина, Ольга. «Катастрофа, которая тем не менее произошла…», Художественный журнал № 28-29, 2000, Москва[14]
- Sauerwald, Nike. Wie eine Brücke zur Gegenwart, журнал Süddeutsche Zeitung, July 13-2000, Munich, Germany
- Salzirn, Tatiana. Igor Savchenko — A New Cycle, Imago, No.12, summer 2001, Bratislava
- Naudts, Filip. Igor Savchenko. ‘Photo Recycling’ in Breda, Foto & beeld, No.9, September 2003, Leusden, Belgium
- Zaroff, Larry. One Last Recipe From Mother, for the Good Death, New York Times, August, 30, 2005[15],
- Konopka, Bogdan. Igor Sawczenko — puszka Pandory (Igor Savchenko — Pandora’s Box), журнал Fotografia, No. 20 / 2006, Wrzesnia, Poland[16]
- The Picture Behind Him, журнал Images, November 2008, Париж[17]

## Книги
- Photo Manifesto: Contemporary Photography in the USSR, USA 1991, ISBN 978-1-55670-199-3[18]
- Straka, Barbara. Pandora’s Box — The Handling of Things Past in Contemporary Photo Art, The Return of the Past — The End of Utopias?, the First Ars Baltica Triennial of Photographic Art, Ars Baltica, Berlin 1991.
- Тупицын, Виктор. «Солнце без намордника», «Коммунальный (пост)модернизм», AdMarginem, Москва, 1998.
- Bagaliantz, Vera. Echo of Silence. Positions. Attitudes. Actions, Foto Biennale Rotterdam 2000, Rotterdam, The Netherlands
- Protzman, Ferdinand. Landscape. Photographs of Time and Place, National Geographic, New York, 2003, ISBN 0-7922-6166-6
- Kulturelle Territorien/ Cultural Territories, Galerie für Zeitgenössische Kunst Leipzig in cooperation with Kulturstiftung des Bundes, Köln, Germany 2005, ISBN 3-88375-925-2
- Prents, Lena and Romanovski, Denis. Phantom Expression. Kulturelle Territorien/ Cultural Territories, Galerie für Zeitgenössische Kunst Leipzig in cooperation with Kulturstiftung des Bundes, Köln, Germany 2005, ISBN 3-88375-925-2
- Linnap, Peeter. Fotoloogia, Tallinn, Estonia 2008, ISBN 978-9949-15-583-5

## Представлен галереями
- Nailya Alexander Gallery, Нью-Йорк (с 1998)[19]
- Giedre Bartelt Galerie, Берлин (с 2004)
- Russiantearoom Agency, Париж (с 2006)[20]

## Работы в публичных коллекциях
- Государственный Русский музей, С.-Петербург, Россия (самая крупная коллекция его работ на территории СНГ)
- Brandts Museet for Fotokunst, Оденсе, Дания (самая крупная коллекция его работ на территории Западной Европы)
- Fotografiska Museet — Moderna Museet, Стокгольм, Швеция
- Fotomuseum München, Мюнхен, Германия
- Fotomuseum Winterthur, Винтертур, Швейцария
- KIASMA — Museum of Contemporary Art, Хельсинки, Финляндия
- Museum of Fine Arts, Хьюстон, штат Техас, США
- The Hasselblad Collection, Гётеборг, Швеция
- The National Museum of Photography — The Royal Library, Копенгаген, Дания
- The Norton and Nancy Dodge Collection, The Jane Voorhees Zimmerli Art Museum, Rutgers, The State University of New Jersey, Нью Брансвик, штат Нью-Джерси, США